# 維滕瓦瑟倫羅伊斯河
46°35′16″N 8°29′42″E / 46.58785°N 8.49492°E

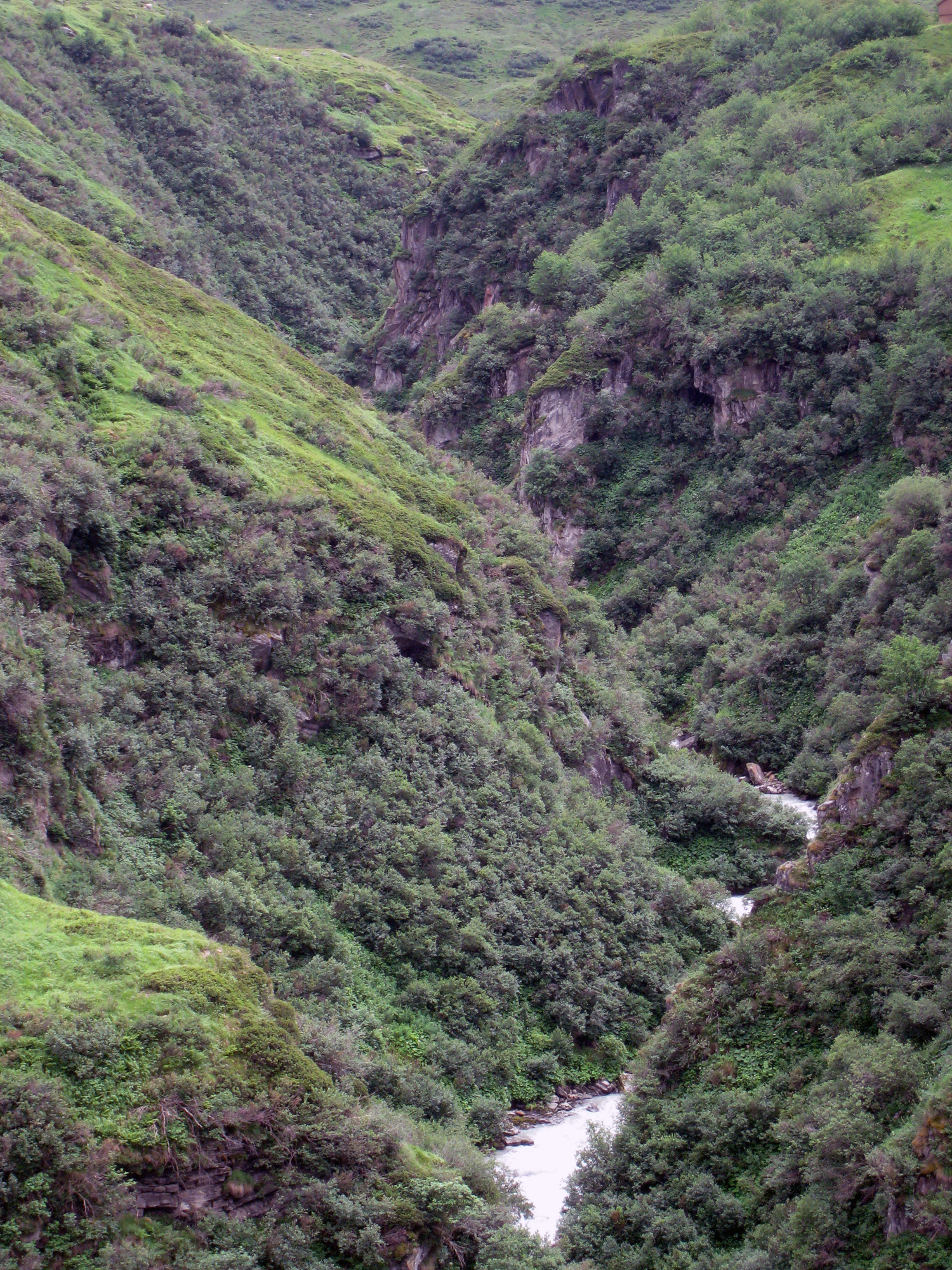

維滕瓦瑟倫羅伊斯河是瑞士的河流，位於該國中部，流經烏里州，屬於富爾卡羅伊斯河的右支流，河道全長7公里，流域面積31平方公里。